# Gobiconodon borissiaki
A Gobiconodon borissiaki az emlősök (Mammalia) osztályának a Gobiconodonta rendjébe, ezen belül a Gobiconodontidae családjába tartozó faj.
Az állat a Gobiconodon nem típusfaja.

## Tudnivalók
A Gobiconodon borissiaki fajt eddig csak két országban fedezték fel, Mongóliában (Khoboor Beds) és Oroszországban (Szibéria). Az állat a valangini korszaktól az albai korszakig élt, vagyis 140 - 99,6 millió évvel ezelőtt.
Mongólia területén 13 felső- és alsó állkapcsot találtak. A holotípus: PIN 3101/09. Oroszország területén csak 1 hiányos alsó állkapocs került elő.

### Fordítás
Ez a szócikk részben vagy egészben  a   Gobiconodon című angol Wikipédia-szócikk fordításán alapul.  Az eredeti cikk szerkesztőit annak laptörténete sorolja fel. Ez a jelzés csupán a megfogalmazás eredetét és a szerzői jogokat jelzi, nem szolgál a cikkben szereplő információk forrásmegjelöléseként.